# マルガリータ・フリャナ
マルガリータ・フリャナ（Margarita Fullana、1972年4月9日 - ）は、スペイン・サン・リュレンス・ダス・カルダサー出身の女子自転車競技選手。マウンテンバイクレースやクロスカントリー(XC)を専門としている。

## 来歴
1997年
- マウンテンバイク世界選手権
  - XC 3位

1999年
- マウンテンバイク世界選手権
  -  XC 優勝
  -  チームリレー 優勝
- スペイン選手権
  - 個人ロードレース 優勝

2000年
- マウンテンバイク世界選手権
  -  XC 優勝
  -  チームリレー 優勝
- シドニーオリンピック
  -  XC 3位

2001年
- UCIマウンテンバイクワールドカップ XC部門総合3位

2002年
- UCIマウンテンバイクワールドカップ XC部門総合2位

2005年
- スペイン選手権
  - XC 優勝

2006年
- 欧州選手権 XC 優勝

2008年
- マウンテンバイク世界選手権
  -  XC 優勝

2010年
- 8月30日にモントリオールで行われた競技外ドーピング検査の結果、エリスロポエチン(EPO)の陽性反応が確認され、10月2日、出場停止処分となった[1]。